# Masatoshi Mizutani
Masatoshi Mizutani (水谷 允俊 Mizutani Masatoshi?, nacido el 7 de julio de 1987 en Mie) es un exfutbolista japonés. Jugaba de guardameta y su último club fue el FC Kariya de Japón.

## Trayectoria

### Clubes
| Club              | País  | Año         |
| ----------------- | ----- | ----------- |
| FC Gifu           | Japón | 2008 - 2009 |
| FC Suzuka Rampole | Japón | 2010 - 2011 |
| FC Kariya         | Japón | 2012        |